# Ben Calonymos Calonymos
ben Calonymos Calonymos (Arles, 1286 – XIV secolo) è stato un poeta, scrittore e filosofo francese, uno dei maggiori rappresentanti della letteratura ebraica.

## Biografia
Discendente da una importante e nobile famiglia provenzale, appartenne al gruppo dei celebri traduttori, guidato da Ibn Tibbon.
Tra le sue attività più importanti vi furono le traduzioni dall'arabo di lavori scientifici di Al-Farabi, Averroè, al-Kindi.
Proprio per la sua attività di traduzione riscosse i complimenti e il favore di Roberto d'Angiò, re di Napoli, che lo invitò a fermarsi in Italia.
Nella penisola scrisse le sue opere più apprezzate, tra le quali La pietra di paragone (Even Bòchan) e Il Trattato di Purim (Masseékheth Purim), lavoro parodistico, ad imitazione dello stile talmudico, in celebrazione gioiosa del carnevale ebraico.
Invece Even Bòchan si rivela una divertente e colorita satira, descrivente un quadro completo della commedia umana, costituita da vanità e passioni, oltre che da illusioni introdotta da un prologo e conclusa con un epilogo moraleggianti sulla caducità dei beni materiali e sulla incertezza della fortuna. L'opera termina con una fervente preghiera a Dio, affinché salvi l'umanità e gli ebrei accelerando l'avvento del regno del Messia.
Spiritualità e gioiosità caratterizzano le traduzioni di Calonymos dalla novellistica araba, raccolte nella famosa Epistola sopra gli animali (Iggereth ha'lé Chajjm); invece pietà e dottrina impregnano Il libro di Abacuc, il profeta (Sefer ha-Baqûq ha-nabi).
Calonymos si distinse anche per la sua missione ad Avignone dal papa con lo scopo di intercedere in favore degli ebrei romani, che nel 1321 subirono un decreto di espulsione.

## Opere
- La pietra di paragone (Even Bòchan);
- Il Trattato di Purim (Masseékheth Purim);
- Epistola sopra gli animali (Iggereth ha'lé Chajjm);
- Il libro di Abacuc, il profeta (Sefer ha-Baqûq ha-nabi).